# Swingin' Utters
Gli Swingin' Utters (reso graficamente come  $wingin' Utter$) sono un gruppo melodic hardcore punk formatosi a Santa Cruz, in California, nel 1988 per poi trasferirsi a San Francisco.

## Storia

### Dalla nascita alla firma per la Fat Wreck Chords
Gli $wingin' Utter$ nascono come Johnny Peebucks & the Swinging Utters a Santa Cruz, in California, nel 1988. La formazione originale comprendeva il cantante Johnny Peebucks, i chitarristi Darius Koski e Max Huber, il bassista Kevin Wickersham ed il batterista Greg McEntee. Poco dopo la fondazione si trasferiscono a San Francisco, dove hanno contratti con etichette quali Side One Records, IFA Records e New Red Archives. Dopo l'uscita del primo album, Scared nel 1992, decidono di chiamarsi $wingin' Utter$, sostituendo la s iniziale e quella finale con il simbolo del dollaro. Tre anni dopo, con The Streets of San Francisco, prodotto dal chitarrista dei Rancid, Lars Friedriksen, iniziarono ad avere un nutrito seguito nel panorama underground della città californiana, vincendo anche il Best Debut Album al Bay Area Music Awards, e parteciparono al primo Vans Warped Tour annuale oltre che ad un tour con i Rancid.
Le canzoni degli $wingin' Utter$ parlano della vita, ma soprattutto del lavoro quotidiano. A differenza di molte altre band, buona parte dei componenti degli $wingin' Utter$, hanno un lavoro ed una famiglia da mantenere, come ad esempio il cantante Johnny Peebucks, che lavora in un campeggio o il chitarrista Darius Koski, che fa il camionista.

### Gli anni con la Fat
Nel 1997, su invito di Fat Mike, firmarono per la Fat Wreck Chords, con la quale pubblicarono A Juvenile Product of the Working Class, supportato da un tour con Mighty Mighty Bosstones, NOFX e Social Distortion. Dopo la pubblicazione di A Juvenile Product of the Working Class, il bassista Kevin Wickersham lascia la band, che assume sostituti temporanei come John Maurer, Howie Pyro o addirittura Fat Mike, con i quali pubblica Five Lessons Learned. Dopo la pubblicazione del disco, entra come bassista e seconda voce l'ex-magazziniere della Fat Wreck Chords ed ora cantante dei Me First and the Gimme Gimmes, Spike Slawson. Negli anni seguenti pubblicarono, sempre per la label di Fat Mike, anche gli EP The Sounds Wrong e Brazen Head.
Nel 1999, gli $wingin' Utter$ pubblicarono uno split insieme agli Youth Brigade, BYO Split Series, Vol. 2, secondo capitolo della serie BYO Split Series alla quale hanno partecipato anche NOFX, Rancid ed Alkaline Trio.
Nel 2000 esce l'album omonimo, supportato da un tour nazionale insieme ai The Damned ed ai Dropkick Murphys. Nel 2001 ripubblicarono The Streets of San Francisco e, nel 2003 Dead Flowers, Bottles, Bluegrass, and Bones. Poco dopo la pubblicazione dell'album, il chitarrista Max Huber, lascia la band, che decide di non rimpiazzarlo e di continuare con una sola chitarra. Nel 2004 pubblicano Live in a Dive: $wingin' Utter$, un album live della collana Live in a Dive della Fat Wreck Chords.
Alcune loro canzoni sono apparse come colonne sonore di alcuni titoli di videogiochi come Tony Hawk's Pro Skater 2, dove è presente Five Lessons Learned o Dave Mirra Freestyle BMX che contiene Stupid Lullabies.
I membri della band sono coinvolti in molti side-project: Johnny Bonnel e Darius Koski con i Filthy Thievin' Bastards ed i Druglords of the Avenue, Spike Slawson nei Me First and the Gimme Gimmes (di cui è il cantante) e i Re-Volts. Il batterista Greg McEntee fa parte dei Viva Hate dal febbraio 2007.

## Formazione

### Formazione attuale
- Johnny Peebucks - voce
- Darius Koski - chitarra, voce
- Spike Slawson - basso, voce
- Greg McEntee - batteria

### Ex componenti
- Max Huber - chitarra
- Kevin Wickersham - basso

## Discografia

### Album in studio
- 1992 - Scared
- 1995 - The Streets of San Francisco
- 1996 - More Scared: The House of Faith Years
- 1997 - A Juvenile Product of the Working Class
- 1998 - Five Lessons Learned
- 2000 - $wingin' Utter$
- 2003 - Dead Flowers, Bottles, Bluegrass, and Bones
- 2011 - Here, Under Protest
- 2013 - Poorly Formed
- 2014 - Fistful Of Hollow
- 2018 - Peace and Love

### Live
- 2004 - Live in a Dive: $wingin' Utter$

### Raccolte
- 2008 - Hatest Grits: B-Sides and Bullshit

### Split
- 1994 - $wingin' Utter$/Slip split
- 1995 - $wingin' Utter$/UK Subs split
- 1997 - Bombing the Bay
- 1999 - BYO Split Series, Vol. 2

### EP
- 1992 - Gives You Strength
- 1995 - The Sounds Wrong
- 1999 - Brazen Head
- 2008 - Dead to Me - Little Brother

### Singoli
- 1993 - No Eager Men
- 1995 - Nothing to Rely On
- 1996 - V.M. Live
- 1998 - I Need Feedback
- 1999 - Teen Idol Eyes

### Apparizioni in compilation
- 1997 - Fat Music Vol. III : Physical Fatness
- 1998 - A Compilation of Warped Music
- 1999 - Short Music For Short People
- 1999 - Fat Music Vol. IV: Life In The Fat Lane
- 2001 - Fat Music Vol.V : Live Fat, Die Young
- 2001 - Warped Tour 2001 Tour Compilation
- 2002 - Warped Tour 2002 Tour Compilation
- 2003 - Warped Tour 2003 Tour Compilation
- 2009 - Wrecktrospective Disc 1
- 2009 - Wrecktrospective Disc 2
- 2009 - Wrecktrospective Disc 3
- 2013 - The Songs Of Tony Sly: A Tribute